# Sidi Tal
Pour les articles homonymes, voir Tal.
Sidi Tal, née le 8 septembre 1912 et décédée le 17 août 1983, était une actrice de théâtre en yiddish, née à Tchernivtsi en Autriche-Hongrie et décédée dans la même ville, en Union Soviétique. Elle a commencé à jouer avec son cousin Adolf Tefner à Bucarest et en tournée dans toute la Roumanie. Son succès ne s'est pas démenti jusqu'à son décès et elle fut l'une des rares actrices de langue yiddish à avoir pu poursuivre sa carrière en Union Soviétique.

## Les débuts
Le père de la jeune Sore était boulanger et elle a travaillé dans ses jeunes années pour un chapelier. Une troupe de théâtre en yiddish ambulante s'est installée dans une maison proche de celle de ses parents et, très tôt, elle a imité les acteurs et amusé son entourage, puis pris des cours de ballet et fait partie d'une chorale. Vers l'âge de quatorze ans, son cousin, Adolf Tefner, l'a présentée à la directrice du théâtre yiddish local, qui lui a permis de jouer dans une opérette. Elle a ensuite rejoint la troupe de Pinkus Fridman et est partie en tournée dans toute la Roumanie : à seize ans, elle avait déjà joué à Bucarest et à Jassy.
Elle a fait partie des troupes « Roxie » et « Pomul verde », souvent avec Adolf Tefner, parfois dans des rôles de jeunes garçons, le plus souvent cependant elle jouait la soubrette. Au début des années trente, sa carrière connut un premier tournant et elle rencontra Pinkhas Falik, producteur au théâtre de Tchernivtsi, qui devint son époux et le directeur du théâtre yiddish de Bucarest, où elle s'établit. Elle s'y produisait, ainsi que dans toute la Roumanie, dans des opérettes ou des mélodrames à grand succès, où elle chantait en yiddish, mais parfois aussi en roumain, souvent accompagnée d'un orchestre de jazz. Un second tournant se présenta lorsqu'elle se mit à travailler avec Jacob Sternberg , qui avait une vision plus ambitieuse artistiquement. Elle accéda ainsi à des rôles dits plus « sérieux », d'auteurs plus contemporains, comme Leib Malach, mais resta couronnée de succès.

## L'attentat légionnaire et l'ombre permanente de l'antisémitisme
En 1938, Sidi Tal quitta Bucarest et revint habiter à Tchernivtsi. On sait aujourd'hui que ce départ est lié à un attentat de la Légion de l'Archange Michel le 26 novembre 1938 à Timișoara. 
Ce soir-là, la salle du théâtre communal était remplie, tous les billets pour un spectacle de théâtre en yiddish, dans lequel Sidi Tal devait se produire, ayant été vendus. Quelques minutes après le lever du rideau, deux grenades explosèrent dans la salle, créant un mouvement de panique chez les spectateurs qui tentèrent de sortir. L'attentat fit 4 morts et environ 70 blessés. Immédiatement après l'attentat, la police et les services secrets de la Siguranța bloquèrent tous les accès à la ville, ainsi que toutes les communications téléphoniques. Les preuves, interrogatoires et razzias furent opérés immédiatement sur place ; la censure fut mobilisée et aucun article ne sortit dans la presse nationale, seuls quelques journaux étrangers (Le Temps, Neues Wiener Tagblatt par exemple) écrivirent des articles à partir des rumeurs qui leur étaient parvenues. L'enterrement de trois des victimes, Barthold Eckstein, Serena Hirsch et Izidor Segal eut lieu le 28 novembre 1938 sous la surveillance des services secrets, qui veillèrent, entre autres, à ce que le rabbin ne fasse aucune allusion au motif politique des meurtres. La dernière victime, Simon Hirsch, fut enterrée le 30 novembre 1938. L'auteur, Ferdinand Ghedeon, fut rapidement identifié, ainsi que trois complices. Ghedeon fut rapidement déféré au Parquet local, mais son sort reste mystérieux. Les trois autres ont été abattus comme plusieurs autres légionnaires le 13 février 1939, « en tentant de fuir », à Huedin.
L'attentat s'inscrivait dans une vague de violence légionnaire tout le mois de novembre 1938 et de répression violente. Dès lors, Sidi Tal a fui comme elle a pu l'antisémitisme sans jamais véritablement pouvoir s'échapper : d'abord en revenant à Tchernivtsi ; puis à l'arrivée de l'Armée soviétique en 1940, en déménageant à Chișinău avec Jacob Sternberg et Falik ; en 1941, rattrapée par la guerre, avec Falik seul, à Tachkent, où elle joua des pièces et des chansons pour les soldats.

## Une carrière qui s'est poursuivie malgré tout en Union Soviétique
Au printemps 1946, la troupe que Sidi Tal et Pinkhas Falik avait formée à Tachkent put se retrouver plus ou moins au complet à Tchernivtsi, où Falik travailla pour la Philharmonie. Le pouvoir communiste, incarné par Joseph Staline, commença néanmoins bientôt à empêcher les spectacles en yiddish, soupçonnés de colporter des influences étrangères, et le théâtre yiddish de Tchernivtsi, le dernier à exercer encore, ferma en 1952. Sidi Tal fut l'une des dernières à pouvoir se produire : son spectacle du 29 janvier 1951 en Ouzbékistan est l'un des derniers connus avant une interruption totale entre 1952 et 1954.
Une détente post-staliniste finit toutefois par s'esquisser et en février 1955 l'acteur Yitskhak Rakitin put réciter publiquement à Tachkent des textes en yiddish et en russe. Sidi Tal ne put reprendre ses spectacles qu'en août 1955. Elle se produisit ainsi la dernière semaine du mois au théâtre Pouchkine de Moscou, où il s'agissait du premier spectacle en yiddish depuis sept ans, seule. Les spectateurs n'osaient parler que russe et le maître de cérémonie surprit l'audience par son accueil : « sholem aleikem ». Les années suivantes, elle n'eut à sa disposition que des moyens très limités, souvent un groupe de trois personnes. Elle créa toutefois une nouvelle compagnie en 1962 et continua de se produire jusqu'en 1982.
Elle n'a jamais cessé de travailler pour la Philharmonie de Tchernivtsi et a enseigné son art à des comédiens, y compris ceux qui ne connaissaient pas le yiddish. La chanteuse Sofia Rotaru fut ainsi son élève. Le nom de Sidi Tal a été inscrit sur le sol du walk of fame local, sur la place du théâtre à Tchernivtsi. Une plaque a été aménagée sur l'immeuble de la Philharmonie. Pinkhas Falik lui a survécu jusqu'en 1985.

## Style et influence
Sidi Tal a connu le succès très jeune, dans une grande variété de domaines. On peut citer le journal de la communauté juive magyarophone en 1934 sur sa première représentation à Cluj, où était basé le périodique à l'époque : il s'interroge au départ sur l'énigme des habitants de Tchernivtsi (d'où venait l'actrice), pour rapidement déduire en déduire l'universalité de son talent (la représentation consistant en plusieurs opérettes avec jeu, danse et chants) et la simplicité de ses moyens d'expression, que les spectateurs expriment par des larmes et des applaudissements. L'article relève néanmoins la nécessité du polissage d'un tel talent. Quelques années plus tard, le même journal relève le professionnalisme de l'actrice qui a travaillé des mouvements de gymnastique pendant des semaines pour son nouveau rôle et obtenu des critiques positives même de grands journaux roumanophones (comme Dimineață ou Adevărul) pour jouer dans Der Ojcer [Le trésor], adaptation et mise en scène d'une pièce de 1907 de Cholem Aleikhem, Di Goldgreber, par Jacob Sternberg.
Comme le relève en 1933 le quotidien Der Tag in Czernowitz, Sidi Tal apportait aussi sa propre originalité à la pièce quelle qu'elle fût.
Ainsi, outre les rôles de soubrette qui l'ont rendue célèbre, elle jouait un rôle populaire, Die Schikerte, ce qui signifie en yiddish littéralement « l'ivrognesse ». Mais il s'agit aussi d'une personne qui prend la vie comme elle vient, avec insouciance et pour qui un ou deux verres sont un remède à tout. Sa chute, physique, due à l'alcool, est un moment marquant de la pièce et de l'interprétation de Sidi Tal. Mais cette chute renvoie aussi à un déclassement social, constate le journaliste. On peut aujourd'hui relever l'ellipse de tout le contexte historique : pour certains, Sidi Tal est apparue comme l'exemple de quelqu'un qui préserve sa culture sans jamais abandonner, malgré les chutes.
D'un point de vue plus technique, son yiddish a souvent été qualifié de « galicien », ce qui est en contradiction avec ses origines. Solomon Mikhoels estimait cependant qu'il ne s'agissait pas de phonétique pure, mais de ses soupirs et de certaines intonations qui lui étaient personnelles.